# Oebalia pedicella
Oebalia pedicella är en tvåvingeart som beskrevs av Fan och Ma 1988. Oebalia pedicella ingår i släktet Oebalia och familjen köttflugor. Inga underarter finns listade i Catalogue of Life.